# Cestodaria
Cestodaria — невеликий підклас паразитичних плоских червів класу Цестоди (Cestoda). 

## Опис
Cestodaria невеликого або середнього розміру листкоподібної або стрічкоподібної форми. Личинки представників підкласу мають 10 гачків на задньому кінці тіла. Дорослі позбавлені шлунково-кишкового тракту та сегментації тіла. Ці паразити живуть у кишечнику або порожнинах тіла риб або водяних хребетних.

## Класифікація
Підклас містить два ряди Amphilinidea та Gyrocotylidea Налічує 19 видів.
Ряд Amphilinidea
Родина Amphilinidae Claus, 1879
Рід Amphilina Wagener, 1858
Amphilina foliacea (Rudolphi, 1819)
Amphilina japonica Goto & Ishii, 1936
Родина Schizochoeridae Poche, 1922
Рід Austramphilina Johnson, 1931
Austramphilina elongata Johnson, 1931
Рід Gephyrolina Poche, 1926
Gephyrolina paragonopora (Woodland, 1923)
Рід Gigantolina Poche, 1922
Gigantolina magna (Southwell, 1915)
Gigantolina raebareliensis Srivastav, Mathur & Rani, 1994
Рід Nesolecithus Poche, 1922
Nesolecithus africanus Dönges & Harder, 1966
Nesolecithus janickii Poche, 1922
Рід Schizochoerus Poche, 1922
Schizochoerus liguloides (Diesing, 1850)
Ряд Gyrocotylidea
Родина Gyrocotylidae Benham, 1901
Рід Gyrocotyle Diesing, 1850
Gyrocotyle abyssicola van der Land & Templeman, 1968
Gyrocotyle confusa van der Land & Dienske, 1968
Gyrocotyle fimbriata Watson, 1911
Gyrocotyle major van der Land & Templeman, 1968
Gyrocotyle maxima MacDonagh, 1927
Gyrocotyle nigrosetosa Haswell, 1902
Gyrocotyle parvispinosa (Lynch, 1945) van der Land & Dienske, 1968
Gyrocotyle rugosa Diesing, 1850
Gyrocotyle urna (Wagener, 1852)
Рід Gyrocotyloides Fuhrmann, 1930
Gyrocotyloides nybelini Fuhrmann, 1931